# Ma bonne étoile
Pour l’article homonyme, voir Ma bonne étoile (chanson).
Ne doit pas être confondu avec La Bonne Étoile.
Pour plus de détails, voir Fiche technique et Distribution.
Ma bonne étoile est un film français réalisé par Anne Fassio et sorti en 2012.

## Synopsis
À la suite d'un drame familial, Louise reste seule avec son père à La Ferronnière, un haras en Normandie. Alors que le haras est au bord de la faillite, la jeune fille décide de se battre seule contre tous, avec la jument qu'elle a élevée, Marquise.

## Fiche technique
- Titre original : Ma bonne étoile
- Réalisation : Anne Fassio
- Scénario : Régis Anders, Jean Falculete et Ariane Fert
- Photographie : Antoine Roch
- Montage : Marion Monestier
- Musique : Sébastien Souchois
- Conseillers équestre : Corinne et Georges Branche FCFC
- Production : Eric Heumann pour Paradis Films ; France 3 cinéma
- Distributeur en France : Studiocanal
- Durée : 95 minutes
- Date de sortie :  France : 11 juillet 2012

## Distribution

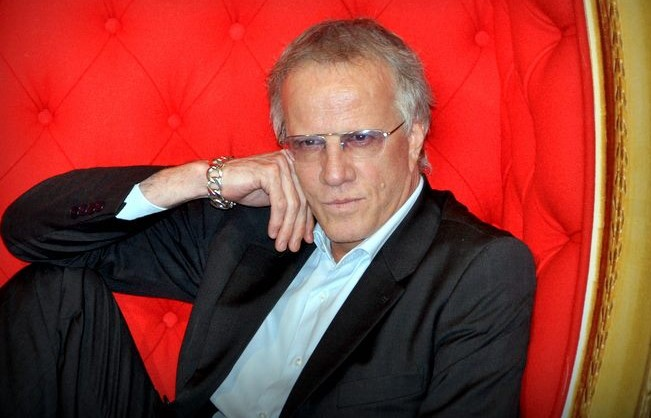
L'acteur Christophe Lambert pour la présentation du film au Festival de Cabourg 2012.

- Fleur Lise Heuet : Louise Barthélémy
- Christophe Lambert : Pierre Barthélémy
- Virginie Desarnauts : la mère de Louise
- Claude Brasseur : Robert
- Jean-Michel Noirey : Etienne Bronec
- Samuel Labarthe : Bernard Lacassagne
- Lola Naymark : Ketty
- Delphin Lacroix : Maxime
- Antoine Berry-Roger : Julien Gaudin
- Nicolas Robin : Alexis Lacassagne